# Paolo Salvati
Paolo Salvati (Roma, 22 febbraio 1939 – Roma, 24 giugno 2014) è stato un pittore italiano.
Artista contemporaneo moderno, prevalentemente paesaggista con un forte elemento simbolico. Il percorso artistico di Salvati si muove lontano dalle avanguardie del XX secolo, dal citazionismo e dal nomadismo culturale. Affronta tematiche di carattere psicologico.

## Biografia
Nasce a Roma nel quartiere Esquilino il 22 febbraio 1939. Nel 1960 si diploma geometra e ottiene il primo impiego nello studio dell’architetto Marcello Rutelli. L’interesse per l’arte primeggia e visita con lo zio pittore, Gabriele Patriarca, musei e mostre. Dal 1962 al 1964 è invitato alla biennale di Alatri, XIII Mostra Nazionale di Arti Figurative. Dal 1967 lavora in Sardegna come geometra, dove si era trasferito con la famiglia, maturando la sua attenzione alla pittura espone a Oristano alla II Biennale Regionale Centro Studi Arborensi, Cagliari, Bosa, Ghilarza, Castelsardo e Paulilatino, dove nel 1968 il comune gli acquista un dipinto. Il ritorno a Roma nei primi anni Settanta è definitivo e corrisponde con la rinuncia della professione di geometra per dedicarsi totalmente alla pittura.
Nel percorso artistico di Salvati centrale è la visita della mostra su Pierre Bonnard, tenutasi all’Accademia di Francia tra il 1971 e il 1972. A Roma espone alle rassegne di arti plastiche e figurative di Trinità dei Monti, le mostre in Galleria Colonna, oggi Galleria Alberto Sordi e in Piazza Navona, dove nel 1974 il duca Giuseppe Avarna (poeta) studioso della poesia francese, gli dedica una poesia in cui citerà per lui Mallarmé. Durante la mostra a Trinità dei Monti del 1975 vende un paesaggio alla signora Cristina Ford. Negli anni Ottanta entra a far parte dei Cento Pittori via Margutta. Nel 1987 espone alla galleria Apollodoro nella mostra ‘’L’ora degli architetti’’ insieme ai lavori di Michael Graves, Hans Hollein, Arata Isozaki, Paolo Portoghesi ed Ettore Sottsass. Nei primi anni Novanta il mecenate Agostino Chigi Albani della Rovere, V Principe Farnese, collezionista d’arte, sostiene Salvati per realizzare la personale del 1995 in Galleria Doria di Porto Ercole, vince il premio Artitalia in Galleria L’Agostiniana. Un decreto del Presidente della Regione Lazio del dicembre 2005 gli conferisce il titolo di Cittadino illustre.
Nel 2007 espone al museo MaMEC, nel 2009 a Trani presenta quadri alla Biennale d’Arte Contemporanea, curata dalla Fondazione Giuseppe De Nittis. 
Muore a Roma il 24 giugno 2014 dove riposa nel Cimitero del Verano, al primo gruppo monumentale. Nel 2019 è stato costituito l'Archivio Paolo Salvati che ne perora la memoria artistica.
Mel 2022, l'associazione artistica dei Cento Pittori via Margutta gli dedica la 117^ mostra. Dopo circa dieci anni dalla sua scomparsa, nel dicembre del 2023 si apre a Roma la prima mostra antologia dedicata alla sua opera, promossa dalla Presidenza della Commissione Cultura, Scienza e Istruzione della Camera dei deputati (Italia), con l’alto patrocinio del Parlamento Europeo e del Ministero della cultura, presso la ‘’Sala del Cenacolo’’ del Complesso di Vicolo Valdina, con la presentazione di Claudio Strinati, Federico Mollicone, Alberto Moioli e Cesare Sarzini.